# Ángel Navarro Hernández
Ángel Navarro Hernández (nacido en Valencia el 24 de enero de 1955) es un exjugador y entrenador de baloncesto español.

## Clubs como jugador
- Jugador del Benimar Valencia y del San José Valencia.
- 1971-72 : Jugador del F. C. Barcelona Juvenil.
- 1972-73 : Jugador del F. C. Barcelona Junior.
- 1973-74 : Jugador del F. C. Barcelona Junior y Breogán Lugo.
- 1974-75 : Jugador del Breogán Lugo ( 2.ª División ).
- 1975-79 : Jugador del U.D.R. Pineda.
- 1979-81 : Jugador del Manresa E.B.
- 1981-83 : Jugador del Caja Ronda.
- 1983-86 : Jugador del C.B. Manresa ( 2.ª División ).
- 1986-87 : Jugador del C.B. Memfis Manresa ( 2.ª División ).
- 1987-88 : Caixa Ourense ( 1.ª B ), empieza la temporada como jugador y en octubre de 1987 se hace cargo también de la dirección del equipo.

## Clubs como entrenador
- 1988-91 : Entrenador del Caixa Ourense ( 1.ª B ).
- 1991-92 : Coren Ourense hasta el 06/04/92, después de 36 jornadas, es sustituido por Tim Shea.
- 1992 : Ferromar Gandía ( 1.ª División )
- 1993: ARGAL Huesca. El 29/01/93, en la jornada 24, se incorpora sustituyendo al cesado Pedro Enériz.
- 1993-94 : ARGAL Huesca. El 17/02/94, en la jornada 24, se hace cargo del equipo sustituyendo a Juan María Gavaldá.
- 1995-96¨: Xacobeo 99 Ourense. El 05/01/96, en la jornada 20, se hace cargo del equipo.
- 1996-97: Xacobeo 99 Ourense
- 1997-98: Xacobeo 99 Ourense. El 05/02/97, en la jornada 26, se hace cargo del equipo sustituyendo a Randy Knowles.
- 2000-01: Club Baloncesto Galicia. (LEB)
- 2003-04: Club Ourense Baloncesto.(LEB)
- 2006-07: Gestibérica Vigo
- 2009-12: ARGAL Huesca. (Liga LEB Oro)

## Palmarés
- Subcampeón de España júnior con el F.C. Barcelona en las temporadas 1971-72 y 1972-73.
- Integrante de la selección española Junior que participó en el pre-europeo de Cuenca en la temporada 1973-74.
- Campeón de 2.ª División y ascenso a 1.ª División con el Breogán de Lugo en la temporada 1974-75.
- Subcampeón de la Copa del Rey con el Manresa E.B. como jugador en la temporada
- 1 Copa LEB Plata (2009-10).